# Pietro Boscaini
Pietro Boscaini (Roma, 22 aprile 1947 – Mar Tirreno, 1º luglio 1973) è stato un nuotatore italiano.

## Biografia
Era figlio unico di padre bancario. Nuotatore della Polisportiva S.S. Lazio, partecipò alle Olimpiadi di Tokyo nel 1964, ai campionati europei di nuoto nel 1966 e alle Olimpiadi di Città del Messico del 1968. Si laureò 8 volte campione d'Italia nei 100 e 200 stile libero e nelle staffette. Nei 100 m ha inoltre battuto per sei volte il record italiano e per ben sedici volte con le staffette.
A Tokio era uno dei componenti della staffetta 4x200 stile libero che si classificò all'8º posto con il tempo di 8.18.1 (insieme a Sergio De Gregorio, Bruno Bianchi e Giovanni Orlando). Era anche nella staffetta 4x100 mista che si qualificò 7ª con il tempo di 4.10.3 (con Dino Rora, Gian Corrado Gross e Giampiero Fossati).
Causa parere negativo del tecnico della S.S. Lazio, in quanto completamente fuori condizione, Boscaini non si imbarcò sul Volo Lufthansa 005 per Brema precipitato il 28 gennaio 1966 nel quale morirono sette nuotatori azzurri e il tecnico federale Paolo Costoli, diretti al meeting internazionale della città tedesca.
Fece parte della spedizione italiana ai Giochi del Mediterraneo di Tunisi 1967, dove vinse la medaglia d'oro nella staffetta 4x100 m misti con Franco Del Campo, Gian Corrado Gross e Giampiero Fossati, e quella d'argento nei 100 m stile libero, preceduto sul podio dallo spagnolo José Chicoy, e nella staffetta 4x100 m stile libero, con i connazionali Ugo Targetti, Ezio Della Savia e Massimo Borracci.
Alle Olimpiadi di Città del Messico del 1968 fu eliminato in semifinale sia nei 100 m. stile libero, con il tempo di 55"7, sia nella staffetta 4x100 mista, con Franco Del Campo, Massimo Sacchi e Antonio Attanasio. Si è ritirato nel 1970, dopo aver vinto per l'ultima volta il titolo italiano l'anno precedente.
Si sposò nel 1973 e morì dopo appena due mesi il 1º luglio 1973, all'età di ventisei anni nelle acque dell'isola di Montecristo, durante una battuta di pesca subacquea, probabilmente per una sincope.

## Palmarès
- Giochi del Mediterraneo

Tunisi 1967: oro nella 4x100 m misti; argento nei 100 m sl; argento nella 4x100 m sl;